# Consortium of European Research Libraries
Das Consortium of European Research Libraries (CERL) ist ein Zusammenschluss von knapp 300 europäischen und nordamerikanischen Forschungsbibliotheken mit dem Ziel, gemeinsam technische Lösungen wie die „The Heritage of the Printed Book in Europe Database“ (HPB), den „CERL Thesaurus“ oder die Datenbank  „Material Evidence in Incunabula (MEI)“ zu betreiben, um Historikern mit Interesse an Buchgeschichte den Zugriff auf buchwissenschaftliches Material zu erleichtern. Darüber hinaus arrangiert CERL buchwissenschaftliche Workshops und gibt seit 1998 ein buch- und bibliothekswissenschaftliches Periodikum, die sog. CERL Papers heraus.
Die Organisation wurde im Jahre 1992 auf eine Initiative europäischer Forschungsbibliotheken hin gegründet und ist seit 1994 nach englischem Unternehmensrecht als „company limited by guarantee“ registriert. 2021 wurde der administrative Sitz von London nach Dublin verlegt. Die Mitglieder von CERL wirken im Board of Directors und dem Executive Committee mit. Die Jahreshauptversammlung findet gewöhnlich jedes Jahr im November statt. Langjähriger Vorsitzender des CERL war der deutsche emeritierte Professor für Buch- und Bibliothekswissenschaften an der Georg-August-Universität Göttingen Elmar Mittler. Ihm folgte von November 2011 bis November 2017 Professor Ulf Göranson nach, der bis Sommer 2012 Leiter der Universitätsbibliothek Uppsala war. Seither hat Kristian Jensen, der bis November 2020 an der British Library tätig war, den Vorsitz inne.

## The Heritage of the Printed Book in Europe Database
Die „Heritage of the Printed Book in Europe Database“ (HPB; bis 2008: „Hand Press Book Database“) enthält zurzeit knapp 9,5 Millionen Einträge (Stand: September 2022) für Drucke von den Anfängen der Buchdruckerkunst bis zur Mitte des 19. Jahrhunderts. Eine Suche in der HPB umfasst alle Daten, die von 24 Institutionen aus 15 Ländern in die Datenbank eingereicht worden sind. Sie bietet damit Wissenschaftlern aller historischen und geisteswissenschaftlichen Disziplinen sicheren und schnellen Zugriff auf das im Druck vorliegende kulturelle Erbe Europas. Die detaillierte Beschreibung von Einzeltiteln ermöglicht es zudem, verschiedene Exemplare oder Varianten ein und desselben Druckes miteinander zu vergleichen. Alte Bücher könne somit in den wichtigsten europäischen Bibliotheken in einer einzigen Suche gefunden werden.
Die HPB wird laufend erweitert. Neuaufnahmen werden in erster Linie von Bibliotheken übermittelt, die Mitglieder des Consortium of European Research Libraries (CERL) sind. CERL erweitert die HPB kontinuierlich mit neuen Daten, die die Aussagekraft und die bibliographische Bandbreite der Datenbank vergrößern und ihren Nutzen für wissenschaftliche Arbeit erhöhen. Die meisten der in der HPB aufgenommenen Daten wurden durch eine Erfassung am Buch selbst, erhoben. Nur eine geringe Anzahl Titel entstand durch Retrokonversion.
Von September 2007 bis 2013 wurde die HPB-Datenbank bei OCLC gehostet und benutzt die FirstSearch und Connexion Software von OCLC. Ein Zugang war auch über Z39.50 möglich. Seit September 2013 wird sie beim GBV gehostet. Die Datenbank ist im Open Access zugänglich.

## CERL Thesaurus
Der CERL Thesaurus wird von der Data Conversion Group in Göttingen geführt. Er enthält Orts-, Drucker-, Verleger- und Autorennamen für die Zeit von ca. 1450 bis 1830. Der CERL Thesaurus ist damit ein wichtiges Werkzeug für die Forschung, da er, in Ergänzung zu der Gemeinsame Normdatei (GND), einen Überblick und ein Verständnis für die in Drucken und Katalogen vorkommenden Namensvarianten bietet.
Die Aussagekraft des CERL THESAURUS für den Benutzer wird durch digitale Inhalte wie z. B. digitalisierte Bilder von Druckermarken aus McKerrow und Renouard gesteigert. Er bietet auch einen Konnex zu Provenienzinformationen, die von verschiedenen CERL-Mitgliedern angeboten werden.

## CERL Portal
Von 2002 bis 2020 war das CERL Portal in Betrieb, das vom Electronic Publishing Centre der Universitätsbibliothek Uppsala entwickelt wurde. Es ermöglichte kombinierte Suchen in Handschriftendatenbanken, der HPB sowie weiteren einschlägigen Altbestandsdatenbanken und bot so einen übergreifenden Überblick über das handschriftlich und im Druck überlieferte kulturelle Erbe. Die in Bibliotheken historisch gewachsene Differenzierung zwischen Drucken und Handschriften wurde hier überwunden.

## Zugriff auf das buchhistorische Angebot von CERL
Der CERL Thesaurus sowie die HPB sind kostenfrei im Internet zugänglich.

## Mitglieder
CERL unterscheidet vier Mitgliedschaftskategorien:
- Einzelmitgliedschaft (single members)
- Gruppenmitgliedschaft (group members)
- Spezialmitgliedschaft (special members)
- Verbundsbibliotheken (cluster libraries)

Die 24 Einzelmitglieder sind (Stand Oktober 2022):
- Belgien: Bibliothèque royale de Belgique, Brüssel
- Dänemark: Det Kongelige Bibliotek, Kopenhagen
- Deutschland:
  - Bayerische Staatsbibliothek, München
  - Niedersächsische Staats- und Universitätsbibliothek, Göttingen
  - Staatsbibliothek zu Berlin - Preußischer Kulturbesitz, Berlin
- Finnland: Finnische Nationalbibliothek, Helsinki
- Frankreich:
  - Agence bibliographique de l’enseignement supérieur (Abes), Montpellier
  - Bibliothèque nationale de France, Paris
- Italien: Centro di Ateneo per le Biblioteche, Università degli studi di Padova, Padua
- Luxemburg: Bibliothèque nationale du Luxembourg
- Niederlande: Königliche Bibliothek der Niederlande, Den Haag
- Österreich: Österreichische Nationalbibliothek, Wien
- Slowakei: Slowakische Nationalbibliothek, Martin
- Spanien: Biblioteca Nacional de España, Madrid
- Schweden:
  - Kungliga Biblioteket, Stockholm
  - Universitätsbibliothek, Uppsala
- Schweiz: ETH-Bibliothek, Zürich
- Vereinigtes Königreich:
  - National Library of Wales, Aberystwyth
  - Cambridge University Library, Cambridge
  - National Library of Scotland, Edinburgh
  - British Library, London
  - John Rylands Library and University of Manchester Library
  - Bodleian Libraries, Oxford
- Vereinigte Staaten von Amerika: Yale University Library, New Haven

Dazu kommen 153 Gruppenmitglieder, 18 Spezialmitglieder und 87 Verbundbibliotheken.